# Secretos de la historia
Secretos de la historia es una serie de televisión chilena producida y transmitida por Canal 13 en 2003. Abarca la elección presidencial de 1970, el gobierno de Salvador Allende, la dictadura militar chilena, y el retorno a la democracia en 1990.

## Capítulos

### Capítulo 1
- Nombre original: La Vía Chilena al Socialismo
- Primera transmisión: 15 de abril de 2003[1]
- Retransmisión: 27 de junio de 2009
- Tema: Trata sobre los acontecimientos ocurridos durante los años 1969 a 1972, desde la campaña presidencial, hasta los primeros meses de Salvador Allende en La Moneda como presidente.

### Capítulo 2
- Nombre original: El Camino al Quiebre
- Primera transmisión: 22 de abril de 2003
- Retransmisión: 4 de julio de 2009
- Tema: Trata sobre los días previos al golpe militar de 1973, los problemas que afectan a la comunidad, la tensión política, los empresarios hacen que todo llegue a su punto máximo. En este momento las distintas fuerzas políticas del país llegan a problemas tales, pocas veces vistos en la historia del país. El gobierno de la Unidad Popular de Salvador Allende estaba llegando a su fin.

### Capítulo 3
- Nombre original: Al Corazón de la Moneda: Chile Bajo Estado de Sitio
- Primera transmisión: 29 de abril de 2003
- Retransmisión: 11 de julio de 2009
- Tema: El fin del gobierno de Salvador Allende, el día del golpe militar. El país totalmente dividido se ve gravemente afectado, las dos caras de la historia de aquel momento son reveladas. La comunidad totalmente dividida, contraria y con su identidad destruida tendrá que soportar una nueva era.

### Capítulo 4
- Nombre original: Años Difíciles
- Primera transmisión: 6 de mayo de 2003
- Retransmisión: 18 de julio de 2009
- Tema: Los primeros años del gobierno de Augusto Pinochet, las dos caras que viven los chilenos. Por un lado los chilenos que viven en la modernización del país, los Chicago Boys, la construcción de la Torre Entel, la Carretera Austral y el Metro de Santiago, son sólo algunos ejemplos que tenía el gobierno o, y a los mismos chilenos, lo que sucedía en realidad. Por otro lado, las violaciones a los derechos humanos, los detenidos desaparecidos y los ejecutados políticos.

### Capítulo 5
- Nombre original: Amenaza de Guerra
- Primera transmisión: 13 de mayo de 2003
- Retransmisión: 25 de julio de 2009
- Tema: Los hechos de los últimos años de la década de 1970, la casi guerra con Argentina en 1978, las violaciones a los derechos humanos, la ruptura de los generales Leigh y Pinochet, el asesinato de Orlando Letelier en Washington, la desaparición de Rodrigo Anfruns y los cuerpos encontrados en Lonquén. También la modernización del país, el milagro económico, la televisión a color y la gran cantidad de importaciones.

### Capítulo 6
- Nombre original: Nueva Constitución y Crisis Económica
- Primera transmisión: 20 de mayo de 2003
- Retransmisión: 1 de agosto de 2009
- Tema: El inicio de la década de 1980, la nueva y polémica constitución de la república y las primeras protestas en contra del gobierno. El positivismo de las autoridades tras la reapertura del Palacio de La Moneda luego de años de reparaciones, la crisis económica de 1982, las catástrofes naturales que afectan a todo el país y la creciente oposición comienzan a tomar protagonismo.

### Capítulo 7
- Nombre original: Recuperando la Democracia
- Primera transmisión: 27 de mayo de 2003[2]
- Retransmisión: 8 de agosto de 2009
- Tema: Los últimos años de la década de 1980, y también los últimos de la dictadura militar. El atentado de El Melocotón dirigido a Augusto Pinochet. El comunicado de un nuevo plebiscito, la jornada del 5 de octubre de 1988 con los famosos "Si" y "No", la alegría de la gente, las elecciones democráticas de 1989 y la llegada del primer presidente elegido democráticamente, tras casi 20 años, al Palacio de La Moneda, el fin de la dictadura militar, y el comienzo de un nuevo Chile.